# Arquitetura do ferro em Portugal
A arquitetura do ferro apareceu por volta da metade do século XIX. Enquanto que os arquitetos executavam historicismos, esforçando-se por inovar recorrendo à decoração, os engenheiros, mais ocupados com a questão técnica, preocupavam-se essencialmente em superar os desafios impostos pelas necessidades surgidas com a industrialização, dando origem ao capítulo mais original da arquitectura do século XIX – a chamada arquitectura do ferro.
Na época era vista como técnica pura aplicada a obras de engenharia sem qualquer mérito no campo da arquitectura. Assim, na tentativa de agradar ao gosto comum, executavam obras em ferro respeitando os historicismos e, frequentemente, encaixados em construções tradicionais como as estações de caminho-de-ferro, revelando uma adaptabilidade completamente nova na história da arquitectura. O resultado foi uma série de edifícios, construções e pontes, concebidos com propósitos completamente diferentes do habitual na arquitectura, colocando a tónica na função. Aliando a arquitectura do ferro com a recente invenção do elevador, foi possível construir em altura e desenvolver novos processos de construção em grande escala. É um marco fundamental na história da arquitectura.

## Condicionantes político-económicas em Portugal
A segunda metade do século XIX em Portugal é caracterizada por um período de grande desenvolvimento económico e de franca melhoria das condições de vida. Com o impulso de Fontes Pereira de Melo, as últimas décadas do século assistem à execução de grandes infra-estruturas, como a rede de caminhos-de-ferro e as comunicações, tentando recuperar do atraso imposto pelas invasões francesas e posterior guerras liberais. É o ambiente propício ao desenvolvimento do Ecletismo e da Arquitectura do Ferro, a par do ainda presente Romantismo. As novas fortunas e o ambiente burguês que se vive em Portugal propiciam o desenvolvimento da arquitectura historicista, para ostentação pessoal, em simultâneo com a moderna arquitectura do ferro nos grandes espaços como as estações de caminho-de-ferro, mercados e salas de exposição. Após um quadrado de grande estabilidade, inicia-se, com a questão do mapa cor-de-rosa, nova fase de instabilidade onde se sucedem os governos em regime de rotativismo, a ditadura de João Franco, o regicídio, implantação da república e primeira guerra mundial. Nesta fase assiste-se à curiosa justaposição de tendências. O século XX tem início ainda com o Neoclassicismo, nas obras do Palácio de São Bento – actual Assembleia da República, o Romantismo, na construção da Quinta da Regaleira, ambos na sua fase final, a par do Ecletismo, das grandes edificações em ferro, mas já com sinais de uma arte nova confusa e das primeiras tentativas de modernizar a arquitectura.

## Principais Edifícios em Arquitectura do Ferro

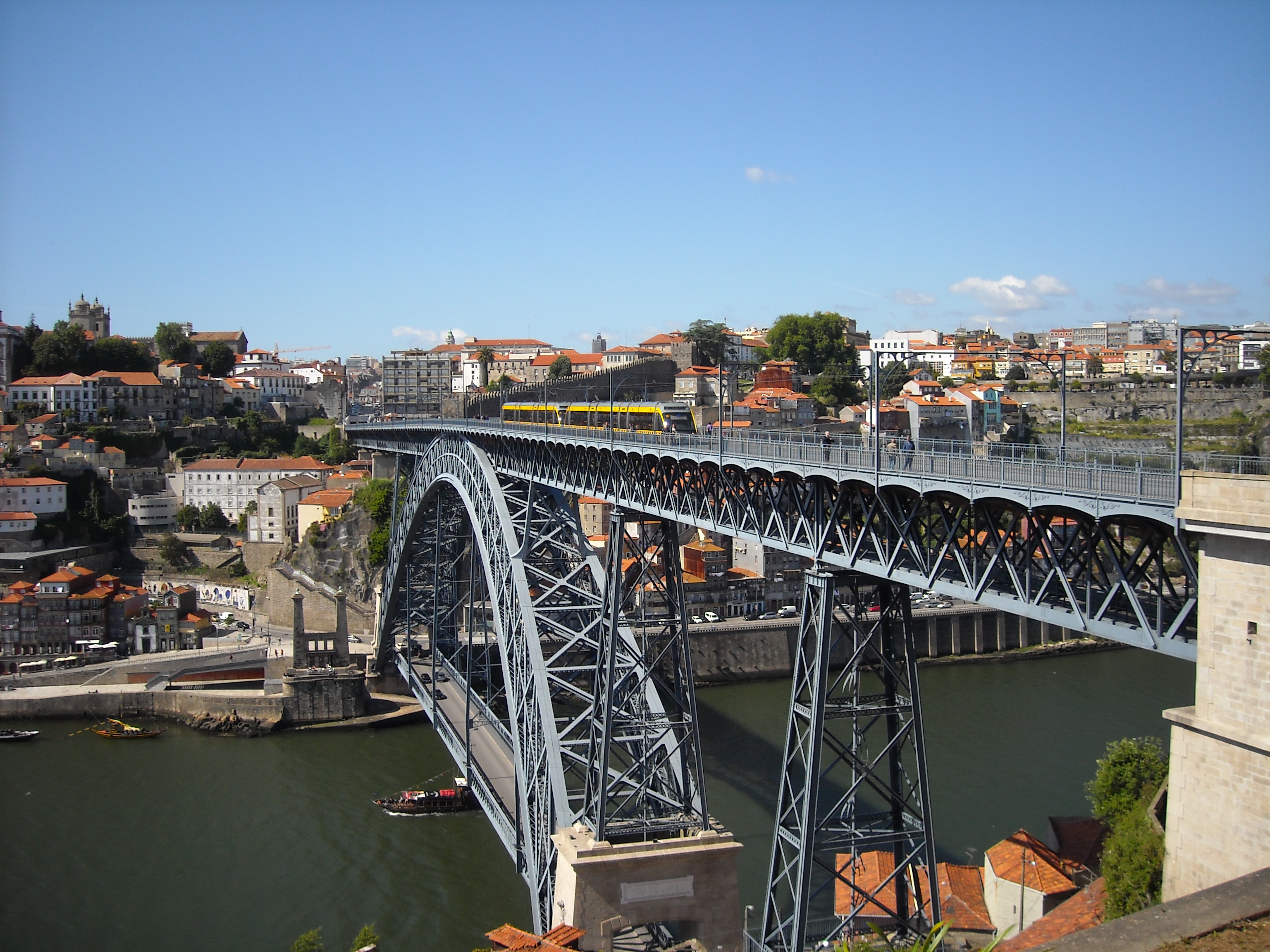
Ponte D. Luís, no Porto.

- Estação de São Bento - Cobertura metálica da gare– Marques da Silva – Porto. A grande estação central do Porto é um edifício eclético, seguindo a melhor tradição "beaux-arts", enquadrado entre duas torres, bem no centro da cidade. O grande átrio está revestido por imponentes pinturas sobre azulejo, historicistas e história dos transportes, dando acesso à gare coberta por uma estrutura metálica.
- Estação do Rossio - Cobertura metálica – José Luís Monteiro – Lisboa. Executada para a estação central de Lisboa, é utilizada uma estrutura de ferro, suportado por colunas de capitel coríntio, dando uma ideia de espaço amplo e perfeitamente funcional. Está integrada num edifício com fachada neomanuelina.
- Elevador de Santa Justa – Raul Mesnier de Ponsard – Lisboa. Talvez seja o principal exemplo de Neogótico em Portugal apesar de ser, também, um dos principais exemplos de arquitectura do ferro da cidade. Simula uma torre com seis andares fingidos, mas individualizados, com frisos e ogivas, coroada por uma plataforma mais larga, onde termina a subida. Tem acesso directo ao histórico largo do Carmo, através de uma passagem, também em ferro, lateralmente às ruínas góticas da Igreja do Convento do Carmo (edifício verdadeiramente gótico que foi deixado em ruínas como memorial do terramoto de 1755 para as gerações futuras). Apesar do elevador ser em ferro e a igreja em pedra, encontra-se perfeitamente enquadrado pelas semelhanças estilísticas, não escondendo o seu carácter industrial. É um dos monumentos mais marcantes do centro histórico de Lisboa.

- Central Tejo - Estrutura de ferro – Lisboa. Ainda que invisível por fora devido ao seu revestimento em tijolo, a  grande central termoeléctrica de Lisboa, da primeira metade do século XX, (hoje convertida em Museu da Electricidade), tem uma estrutura de ferro que constitui o seu esqueleto e que suporta todos os componentes e a maquinaria conseguindo-se, assim, grandes vãos no seu interior. O seu revestimento de tijolo tem influências da Arte Nova e do Classicismo.
- Ponte Maria Pia – Gustave Eiffel – Porto. Ponte metálica exclusivamente para caminho-de-ferro destaca-se pela elegância do seu enorme arco central e perfeita integração paisagística. Feita para vencer o enorme declive imposto pelo rio Douro, de modo a permitir a ligação em comboio com Lisboa, torna-se um dos grandes símbolos do desenvolvimento no norte de Portugal.
- Ponte D. Luís – Firma Bartissole Seyrig – Porto. É a segunda ponte metálica sobre o rio Douro. Ao contrário da ponte pênsil foi pensada para a ligação pedestre entre as duas margens, tanto ao nível da ribeira como da serra do Pilar. Possui um grande arco central, suportando o tabuleiro superior, do qual está literalmente "pendurada" uma passagem inferior. Esta ponte foi executada no mesmo local onde existia a antiga Ponte das Barcas, que permitia a passagem entre as duas margens, destruída durante as invasões francesas, e já claramente insuficiente para as necessidades da população. Actualmente são ainda visíveis partes das estruturas da antiga ponte junto ao tabuleiro inferior.
- Ponte Eiffel - Viana do Castelo
- Mercado Ferreira Borges - Porto
- Palácio de Cristal- Porto. Demolido em 1951, dando lugar ao Pavilhão Rosa Mota.